# Рокленд (Айдахо)
Рокленд (англ. Rockland) — місто в окрузі Павер, штат Айдахо, США. Згідно з переписом 2010 року населення становило 295 осіб, що на 21 особу менше, ніж 2000 року.

## Географія
Рокленд розташований за координатами 42°34′24″ пн. ш. 112°52′29″ зх. д. / 42.57333° пн. ш. 112.87472° зх. д. (42.573356, -112.874750).  За даними Бюро перепису населення США в 2010 році місто мало площу 0,77 км², уся площа — суходіл. В 2017 році площа становила 0,73 км², уся площа — суходіл.

## Демографія

### Перепис 2010 року
За даними перепису 2010 року, у місті проживало 295 осіб у 97 домогосподарствах у складі 76 родин. Густота населення становила 379,7 ос./км². Було 114 помешкань, середня густота яких становила 146,7/км². Расовий склад міста: 99,7% білих and 0,3% людей, які зараховують себе до двох або більше рас. Іспанці та латиноамериканці незалежно від раси становили 1,7% населення.
Із 97 домогосподарств 28,9% мали дітей віком до 18 років, які жили з батьками; 69,1% були подружжями, які жили разом; 6,2% мали господиню без чоловіка; 3,1% мали господаря без дружини і 21,6% не були родинами. 17,5% домогосподарств складалися з однієї особи, в тому числі 5,2% віком 65 і більше років. У середньому на домогосподарство припадало 3,04 мешканця, а середній розмір родини становив 3,43 особи.
Середній вік жителів міста становив 34,9 року. Із них 32,9% були віком до 18 років; 6,7% — від 18 до 24; 21% від 25 до 44; 23,2% від 45 до 64 і 16,3% — 65 років або старші. Статевий склад населення: 49,5% — чоловіки і 50,5% — жінки.
Середній дохід на одне домашнє господарство  становив 45 988 доларів США (медіана — 42 500), а середній дохід на одну сім'ю — 45 796 доларів (медіана — 44 375). За межею бідності перебувало 10,7 % осіб, у тому числі 12,1 % дітей у віці до 18 років та 0,0 % осіб у віці 65 років та старших.
Цивільне працевлаштоване населення становило 103 особи. Основні галузі зайнятості: освіта, охорона здоров'я та соціальна допомога — 45,6 %, сільське господарство, лісництво, риболовля — 15,5 %, інформація — 9,7 %, будівництво — 9,7 %.

### Перепис 2000 року
За даними перепису 2000 року, в місті проживало 316 осіб у 100 домогосподарствах у складі 80 родин. Густота населення становила 420,7 ос./км². Було 117 помешкань, середня густота яких становила 155,8/км². Пасовий склад міста: 96,52% білих, 0,63% тихоокеанських остров'ян, 1,90% інших рас і 0,95% людей, які зараховують себе до двох або більше рас. Іспанці та латиноамериканці незалежно від раси становили 3,80% населення.
Із 100 домогосподарств 45,0% мали дітей віком до 18 років, які жили з батьками; 72,0% були подружжями, які жили разом; 6,0% мали господиню без чоловіка, і 20,0% не були родинами. 19,0% домогосподарств складалися з однієї особи, в тому числі 11,0% віком 65 і більше років. У середньому на домогосподарство припадало 3,16 мешканця, а середній розмір родини становив 3,65 особи.
Віковий склад населення: 39,6% віком до 18 років, 6,3% від 18 до 24, 19,0% від 25 до 44, 23,7% від 45 до 64 і 11,4% від 65 років і старші. Середній вік жителів — 28 року. Статевий склад населення: 48,1 % — чоловіки і 51,9 % — жінки. 
Середній дохід домогосподарств у місті становив $30 625, родин — $42 778. Середній дохід чоловіків становив $38 125 проти $19 038 у жінок. Дохід на душу населення в місті був $14 554. Приблизно 14,3% родин і 15,5% населення перебували за межею бідності, включаючи 19,3% віком до 18 років і 6,5% від 65 і старших.